# Erigone dumitrescuae
Erigone dumitrescuae là một loài nhện trong họ Linyphiidae.
Loài này thuộc chi Erigone. Erigone dumitrescuae được Georgescu miêu tả năm 1969.